# Bjæring
Bjæring fue uno de los primeros legendarios caudillos nórdicos de la época pre-vikinga, entre el año 200 y 550 d. C. identificado como uno de los guerreros enterrados en el túmulo de Bjærum en Hægebostad, Agder, Noruega. Según la tradición local[cita requerida], presidía la corte en Tingvatn, y también se le conoce como el monarca que embarcó en un viaje para buscar una consorte que compartiese su corona, viajando a través del río Lygna y Eikeland donde también se encuentran varios túmulos funerarios.
La leyenda de Hægebostad dice que el "Rey Bjæring" está enterrado en el montículo. Los objetos funerarios recuperados en 1776 incluían dos lanzas de hierro, una caldera de cobre, un barril de latón, algunos anillos y una pieza de plata chapada en oro. El túmulo medía 25 metros de diámetro y unos 3 a 4 metros de altura antes de ser destruido.